# Rachael Lynch

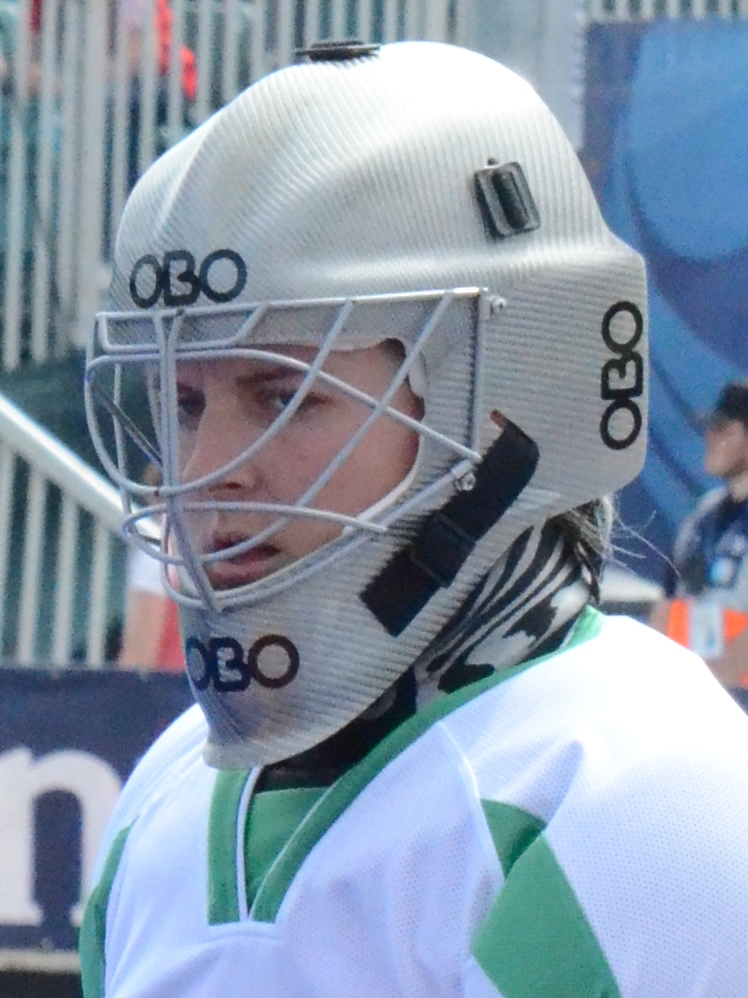
Rachael Lynch (2013)

Rachael Anne Lynch (* 2. Juli 1986 in Melbourne) ist eine australische Hockeyspielerin, die mit den Hockeyroos, der australischen Hockeynationalmannschaft, 2010 und 2014 bei den Commonwealth Games die Goldmedaille gewann.

## Sportliche Karriere
Rachael Lynch stand seit 2006 in 225 Länderspielen im Tor der australischen Mannschaft. Sie ist damit vor Rachel Imison die australische Torhüterin mit den meisten Länderspielen.
Rachael Lynch debütierte zwar schon recht jung in der Nationalmannschaft, stand aber zunächst im Schatten von Rachel Imison und Toni Cronk, die 2008 an den Olympischen Spielen teilnahmen. Mit Rachael Lynch und Toni Cronk belegten die Australierinnen den fünften Platz bei der Weltmeisterschaft 2010. Bei den Commonwealth Games gewannen die Australierinnen das Finale gegen die Neuseeländerinnen. 2012 war Toni Cronk Torhüterin bei den Olympischen Spielen.
2014 war Rachael Lynch Stammtorhüterin der Nationalmannschaft mit Ashlee Wells als Ersatzkeeperin. Bei der Weltmeisterschaft 2014 in Den Haag belegten die Australierinnen in der Vorrunde den zweiten Platz hinter den Niederländerinnen. Im Halbfinale bezwangen die Australierinnen die Mannschaft aus den Vereinigten Staaten im Penaltyschießen. Im Finale siegten die Niederländerinnen mit 2:0 gegen die Australierinnen. Bei den Commonwealth Games in Glasgow gewannen die Australierinnen zum dritten Mal in Folge den Titel, diesmal mit einem Finalsieg über die Engländerinnen. 2016 nahm Lynch beim olympischen Turnier in Rio de Janeiro erstmals an Olympischen Spielen teil. Die Australierinnen belegten in der Vorrunde den dritten Platz und unterlagen im Viertelfinale den Neuseeländerinnen mit 2:4.
Im April 2018 fanden die Commonwealth Games in Gold Coast in Australien statt. Die Australierinnen verloren das Finale gegen die Neuseeländerinnen mit 1:4. Dreieinhalb Monate später bei der Weltmeisterschaft in London gewannen die Australierinnen ihre Vorrundengruppe und besiegten im Viertelfinale die Argentinierinnen im Shootout. Das Halbfinale gegen die Niederländerinnen wurde ebenfalls erst im Shootout entschieden, die Niederländerinnen erreichten das Finale. Die Australierinnen trafen im Spiel um den dritten Platz auf die spanische Mannschaft und unterlagen mit 1:3. Bei den Olympischen Spielen in Tokio schied die australische Mannschaft im Viertelfinale mit 0:1 gegen die Inderinnen aus.
Rachael Lynch ist im Hauptberuf Krankenschwester.